# Motivace
Motivace je vnitřní nebo vnější faktor nebo soubor faktorů vedoucí k energetizaci organismu. Motivace usměrňuje naše chování a jednání pro dosažení určitého cíle. Vyjadřuje souhrn všech skutečností – radost, zvídavost, pozitivní pocity, radostné očekávání, které podporují nebo tlumí jedince, aby něco konal nebo nekonal.
Motivy jsou osobní příčiny určitého chování – jsou to pohnutky, psychologické příčiny akcí a reakcí, činností a jednání člověka zaměřené na uspokojování určitých potřeb.
Za základní formu motivů jsou pokládány potřeby, ostatní formy se vyvíjejí z potřeb. Potřeba je stav nedostatku nebo nadbytku něčeho, co nás vede k činnostem, jimiž tuto potřebu uspokojujeme. Potřeby dělíme na:
- biologické (biogenní, primární, vrozené) - potřeba dýchání, potravy, bezpečí, spánku apod. Slouží k přežití, reprodukci nebo k udržení zdraví.
- sociální (psychogenní, sekundární, získané) - kulturní (vzdělání, kulturní život apod.) a psychické (radost, štěstí, láska apod.). Zajišťují adaptaci na sociální podmínky, reagují na nedostatek v sociálním bytí.

Motivace může vycházet z vnitřních nebo vnějších pohnutek a podnětů. Často bývá kombinací obou.
- vnitřní motivace - výsledek potřeb a zájmů člověka (potřeba poznávací, seberealizace, kulturní potřeby)
- vnější motivace - je určena působením vnějších podnětů (hrozba trestu, možnost odměny)

Americký psycholog Abraham Maslow je autorem stupňovitého řazení potřeb, které v hierarchickém systému organizoval podle jejich naléhavosti pro člověka. Potřeby vyšší se objevují až po uspokojení potřeb nižších. Člověk má obvykle potřebu seberealizace, pokud není hladový, je v bezpečí, milován a uznáván. Např. člověk netouží po nových závěsech do pokoje nebo obraze (5. stupeň), když je ohrožován nějakou katastrofou nebo je hladový (nenaplněný 1. a 2. stupeň).

## Další motivy
- Pud – vrozená pohnutka činnosti, označení pro energii nebo cílenou činnost až nutkání (pud pohlavní, mateřský apod.)
- Zájem – získaný motiv, který se projevuje kladným vztahem člověka k předmětům nebo činnostem, které ho upoutávají po stránce poznávací nebo citové. Vyhraněný zájem označujeme pojmem záliba.
- Aspirace (ambice) – snaha o sebeuplatnění, vyniknutí. Někdy se označuje také jako ctižádost.
- Cíl – uvědomělý směr aktivity, když chceme něčeho dosáhnout, něco vykonat, něčemu se vyhnout, něco dělat či nedělat apod.
- Ideály – jsou vzorové cíle, např. ideál životního partnera, způsobu života apod.
- Zvyk – tendence vykonávat za určitých okolností určitou činnost.